# Padiglione Spadolini
Il Padiglione Spadolini è il principale edificio per uso fieristico a Firenze, nel complesso della Fortezza da Basso. Deve il nome all'architetto che lo ha progettato, Pierluigi Spadolini.

## Storia
Nel gennaio del 1967 il Demanio dello Stato concesse in uso trentennale una parte consistente della Fortezza da Basso all'Ente Mostra internazionale dell'artigianato di Firenze ad uso fiersitico. Contestualmente l'ente lanciò un concorso internazionale di idee per realizzare alla Fortezza da Basso una nuova struttura per mostre, in sostituzione di quella ormai obsoleta del Parterre, in modo da accogliere manifestazioni di vario genere, dalle mostre mercato, alle esposizioni, ai congressi, ai convegni, uno spazio polifunzionale moderno all'interno di un monumento di grande importanza storica, a disposizione della città. Il concorso, che ebbe qualificata partecipazione, si concluse con un pieno apprezzamento delle proposte da parte della commissione giudicatrice.
Al concorso seguì l'incarico professionale per la redazione del progetto esecutivo ai prestigiosi architetti capigruppo dei primi tre progetti vincitori del concorso, e cioè  Enrico Castiglioni di Milano (primo premio), Marco Dezzi Bardeschi di Firenze (secondo premio) e Paolo Malchiodi (terzo premio) di Firenze, i quali svilupparono una mole notevole di studi, pervenendo all'approvazione di un progetto da parte del comune di Firenze  (busta 436/71 dell'U.T. di Firenze). L'Ente committente preferì poi optare per un tipo di edilizia smontabile capace di assolvere in un certo numero di anni le diverse esigenze delle manifestazioni che avrebbe dovuto ospitare e commissionò la realizzazione del primo padiglione alla Ipi System, un'industria milanese operativa anche a Firenze, che aveva messo a punto sistemi costruttivi smontabili molto validi nell'ambito dell'edilizia scolastica ed espositiva.
L'edificio fu progettato dall'Ing. Ennio Ghellini Sargenti dell'Ufficio Tecnico della IPI, pare con la consulenza del noto architetto Pierluigi Spadolini (il cui nome non appare nei disegni ufficiali del 1973-74). Direttore dei lavori fu l'Ing. Rolando Forzoni.
L'edificio venne costruito tra il 1974 e il 1976. Il fabbricato redatto dalla Ipi aveva un impianto rettangolare sviluppato su due piani; uno, con un'estensione maggiore, completamente interrato e uno fuori terra, per un totale di circa 21.000 metri quadrati.
Nel 1986 la società Sogese, subentrata nella gestione all'Ente Mostra dell'Artigianato, sciolto nel 1978, affidò all'architetto Pier Guido Fagnoni con il coordinamento del prof. Pierluigi Spadolini e l'ausilio dell'ufficio tecnico della Ipisytem il progetto di una sopraelevazione per aumentare le potenzialità del padiglione aggiungendo circa 9.000 m² di superficie espositiva. L'opera fu realizzata come struttura prefabbricata di integrazione temporanea al padiglione fieristico smontabile.

## Architettura

Interno

Il padiglione espositivo "Spadolini", copre circa 13.000 m² degli oltre nove ettari racchiusi dall'antica struttura militare medicea.
La volumetria elementare del fabbricato non si pone propriamente con discrezione nei confronti dell'intero contesto monumentale della Fortezza da Basso, affrontando in modo assai problematico il tema del rapporto con l'ambiente storico. L'intervento altera l'originario equilibrio dell'insieme, la cui architettura risulta sopraffatta di fronte alla presenza del nuovo edificio, a cui va tuttavia il merito di aver contribuito a dare forte animazione ad uno dei complessi architettonici più importanti di Firenze.
Esternamente i tre piani presentano accessi completamente indipendenti in modo da poter essere utilizzati contemporaneamente per manifestazioni diverse. Due rampe simmetriche, innestate sui lati lunghi, collegano il piazzale alla copertura a terrazza che perimetra il volume prismatico vetrato dell'ultimo piano. Al centro dell'edificio è sistemata una scala su pianta quadrata che mette in comunicazione diretta le piastre continue dei piani, delimitando un'ampia corte interna. A questa si aggiungono una serie di scale laterali, normali e mobili, che nel complesso garantiscono una circolazione fluida.
Tutta la costruzione risponde ai criteri della produzione industriale ed è realizzata con struttura in acciaio costituita da un tipo di pilastri e due diversi tipi di travi con campate di metri 10 x 10.
I pilastri tubolari quadri di cm 28 di lato sono collegati attraverso bulloni a una struttura orizzontale in profilati d'acciaio a doppio T. I solai sono in elementi prefabbricati in cemento armato precompresso appoggiati sulle travi secondarie della struttura in acciaio; al di sopra sono posati strati di materiale polietilenico di sigillatura.
Gli elementi sono fissati tra loro attraverso sistemi di montaggio reversibili che ne permettono il recupero quasi totale.
La stereometria semplice e modulare si risolve in un volume elementare la cui caratterizzazione architettonica è affidata alla ricerca condotta sui materiali delle superfici verticali e orizzontali e sul design dei componenti, studiati in modo da risultare in un numero limitatissimo di tipi.
Le superfici verticali sono interamente rivestite in alluminio anodizzato bruno, modellato a profonde doghe orizzontali la cui altezza deriva dalla misura dello scalino. Il rivestimento, assai inconsueto per un ambiente storico,  avvolge tutto il perimetro esterno dell'edificio e la scala centrale accentuando l'orizzontalità del volume e mascherando con il forte chiaroscuro delle doghe il carattere di provvisorietà della costruzione.
Le superfici orizzontali esterne sono invece risolte con elementi prefabbricati in cemento con ciottoli affogati di colore bianco e verde, ancorati alle strutture portanti del fabbricato per mezzo di bulloni.
Tre sono quindi i grandi temi architettonici, quanto mai attuali, affrontati e risolti in questa realizzazione: il rapporto culturale con le preesistenze storiche, l'impiego della tecnologia più avanzata nell'architettura contemporanea e quello del rapporto tra architettura permanente ed effimera nella tematica progettuale di oggi.